# Lutherkirche (Leipzig)

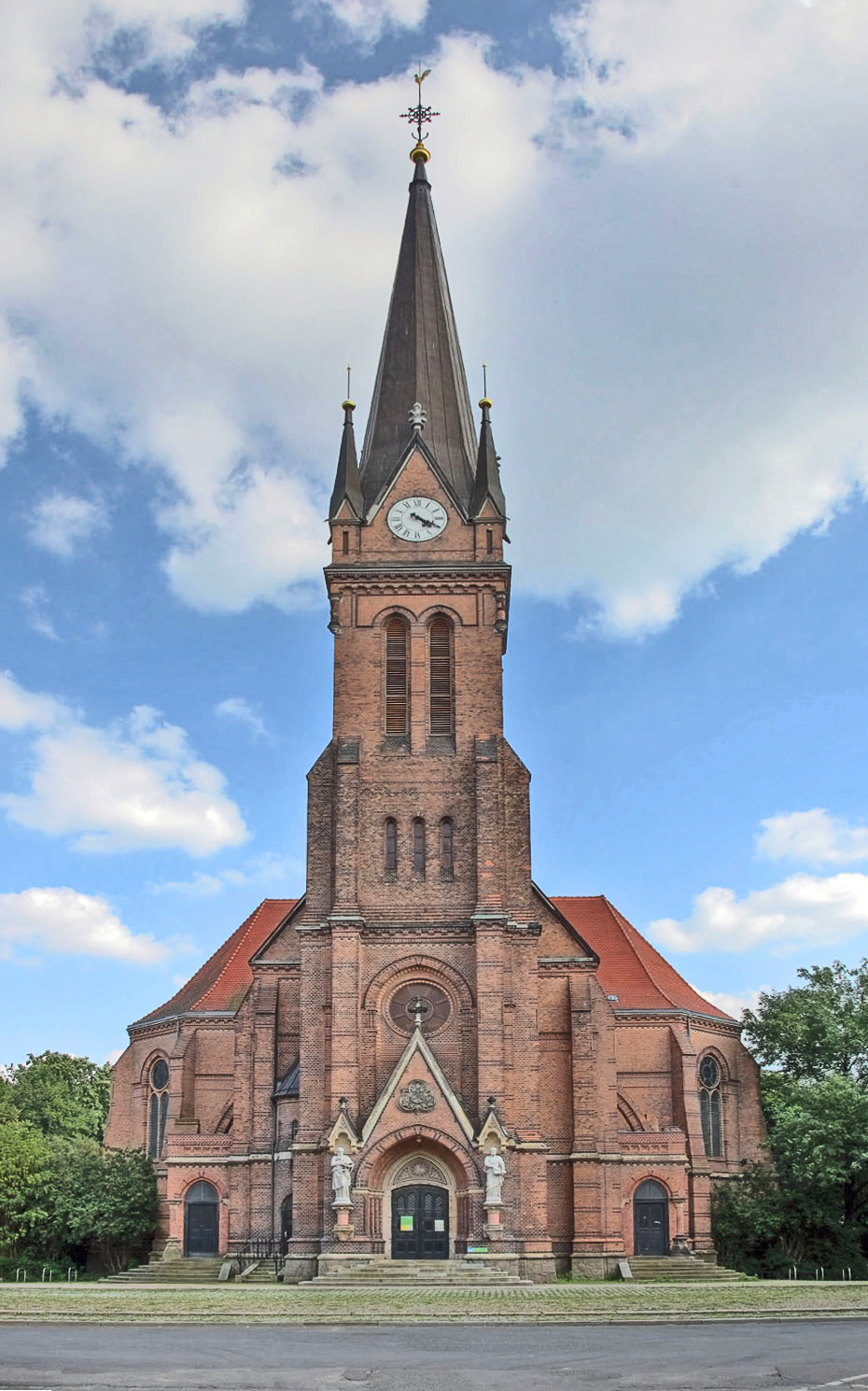
Lutherkirche im Leipziger Bachviertel (2009)

Die Lutherkirche ist eine evangelisch-lutherische Kirche am Johannapark im Leipziger Bachviertel. Sie ist Teil des Bildungscampus Forum Thomanum.

## Geschichte
1883 initiierte Oskar Pank von der Nikolaikirche einen Kirchenbauverein, dem sich Stadthonoratioren anschlossen und der auch die Lutherkirche hervorbrachte. Sie war die erste Neugründung einer evangelischen Kirche seit dem 16. Jahrhundert in „Alt-Leipzig“. Sie wurde nach der Grundsteinlegung 1883 ab 1884 am nordwestlichen Ende des Johannaparkes erbaut. 
Der Entwurf stammte von Julius Zeißig, die Bauführung oblag Gustav Mucke. Insgesamt wurden für den Bau 225.000 Mark aufgewendet. Ursprünglich sollte auf dem Baugrundstück am Johannapark die Anglo-amerikanische Kirche entstehen, deren Kirchgemeinde tauschte mit der Lutherkirche den Platz, und deren Gotteshaus entstand zeitgleich an der Ecke Sebastian-Bach-Straße/Schreberstraße. Im April 1886 wurde die Kirche in der heutigen Ferdinand-Lassalle-Straße geweiht und anlässlich des 400. Geburtstages nach dem Reformator Martin Luther benannt.
Ein Brand von 1888 verschonte die wesentlichen Teile der Kirche. Im November 1888 erfolgte die Wiederweihe. Ein Jahr später wurde die Luthergemeinde aus der Thomasgemeinde (Thomaskirche) gegründet, Alfred Jeremias wurde ihr erster Pfarrer. Durch die alliierten Luftangriffe auf Leipzig im Dezember 1944 wurden das Dach beschädigt und die farbigen Kirchenfenster zerstört. 1945 wurde die Kirche mit einem Wellblech eingedeckt. 1955/1956 wurde ein neuer hölzerner Dachstuhl errichtet. Nach der Sprengung der Paulinerkirche 1968 hielt die katholische Propsteigemeinde in der Lutherkirche Gottesdienste ab. 1973 erhielt die Kirche bei gleichzeitigem Abriss des Behr-Altars einen neuen Tischaltar. 1977 wurden die Treppenhäuser zur Empore vermauert, außerdem wurden die Flächen an Wand und Gewölbe mit weißer Farbe versehen. 1990/1991 wurde das Dach neu eingedeckt.
Im Jahre 2002 vereinigte sich die Luthergemeinde mit der Kirchgemeinde St. Thomas–Matthäi zur Evangelisch-Lutherischen Kirchgemeinde St. Thomas. Die Lutherkirche, die 900 Sitzplätze im Kirchenschiff und auf den seitlichen Emporen sowie Platz für 80 Sänger auf der Chorempore bietet, wird für Sondergottesdienste, Taufen und Trauungen sowie Konzerte genutzt. Auch die griechisch-orthodoxe Gemeinde Heiliger Georg nutzt die Kirche für ihre Gottesdienste. 2015 begann die Umgestaltung der Lutherkirche zu einem dauerhaft beheizten, multifunktionalen Raum für den Campus Forum Thomanum, damit sie auch als Schulaula, Aufführungs- und Aufnahmeraum genutzt werden kann. Die Arbeiten, die eine Dachsanierung, den Neubau von Fenstern und Fußböden umfassten, wurden im Sommer 2024 abgeschlossen.

Historische Ansichten
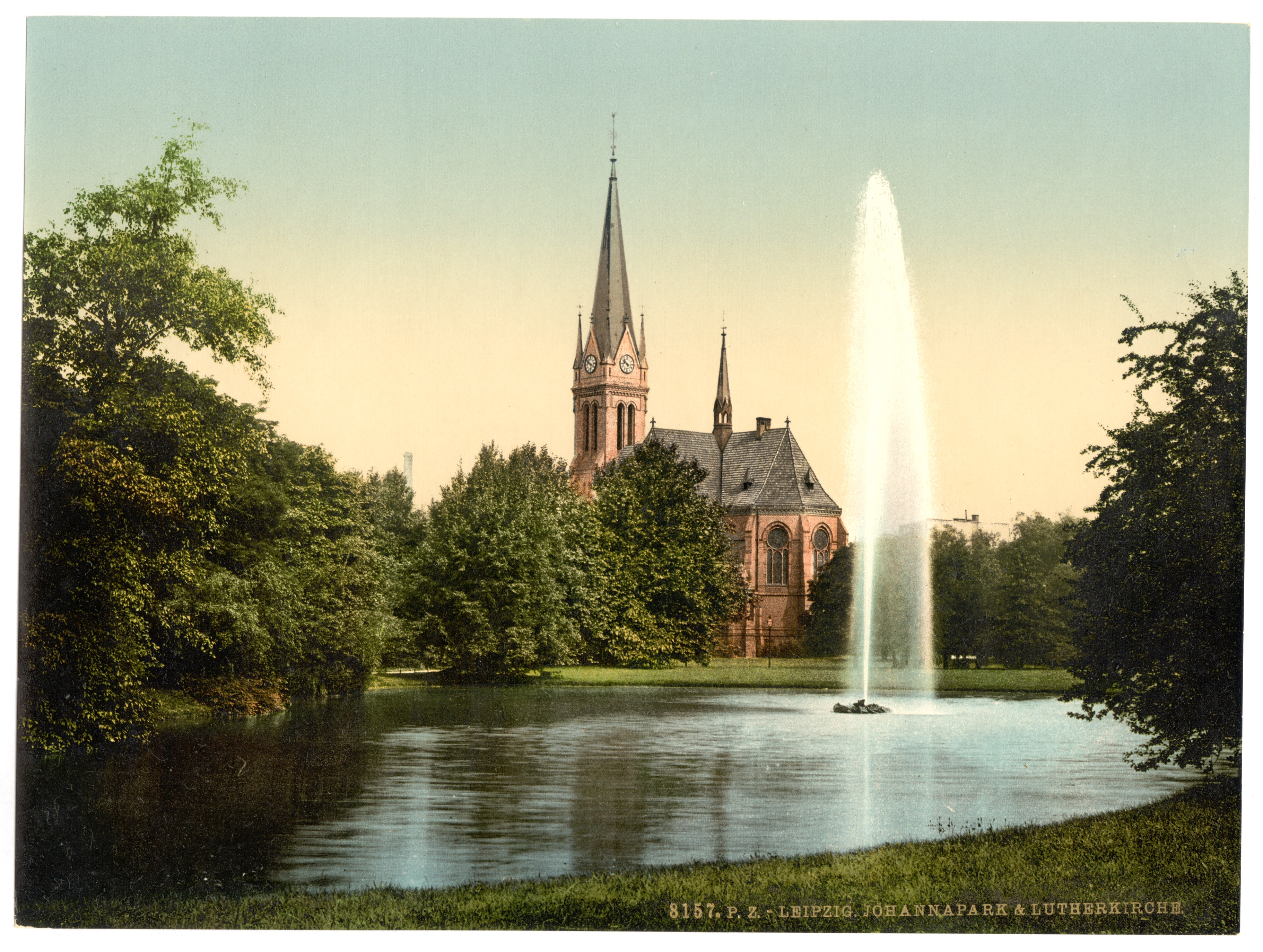
Johannapark und Lutherkirche zwischen 1890 und 1900
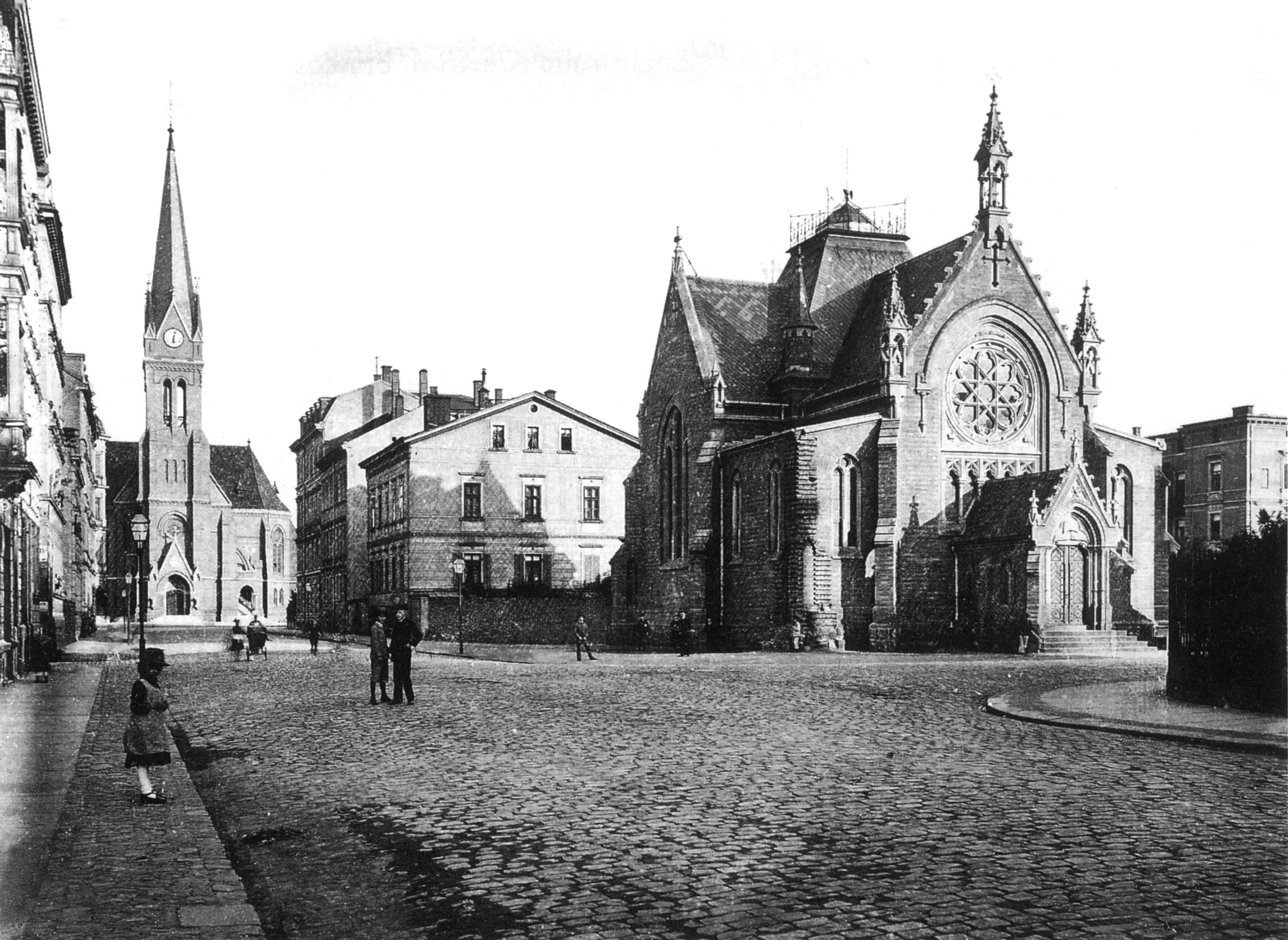
Lutherkirche und All Saints Church um 1900
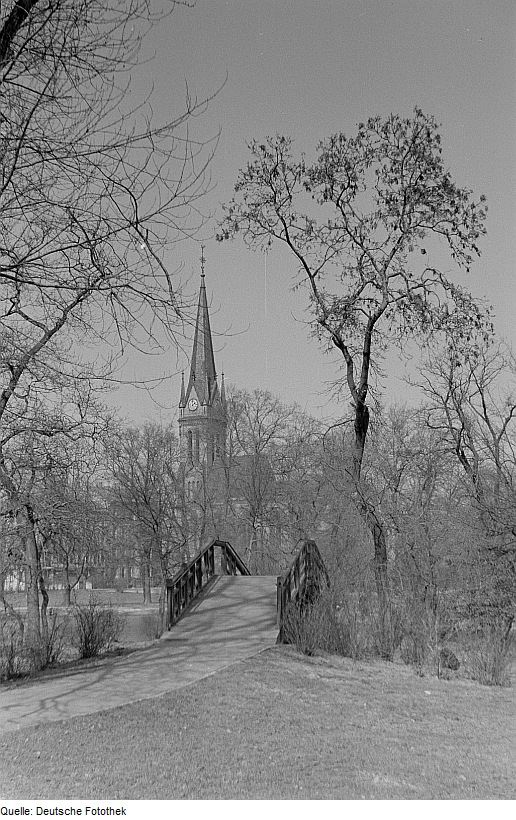
Blick auf die Lutherkirche 1953 (Fotografie von Renate und Roger Rössing)

## Inneres

### Kanzel

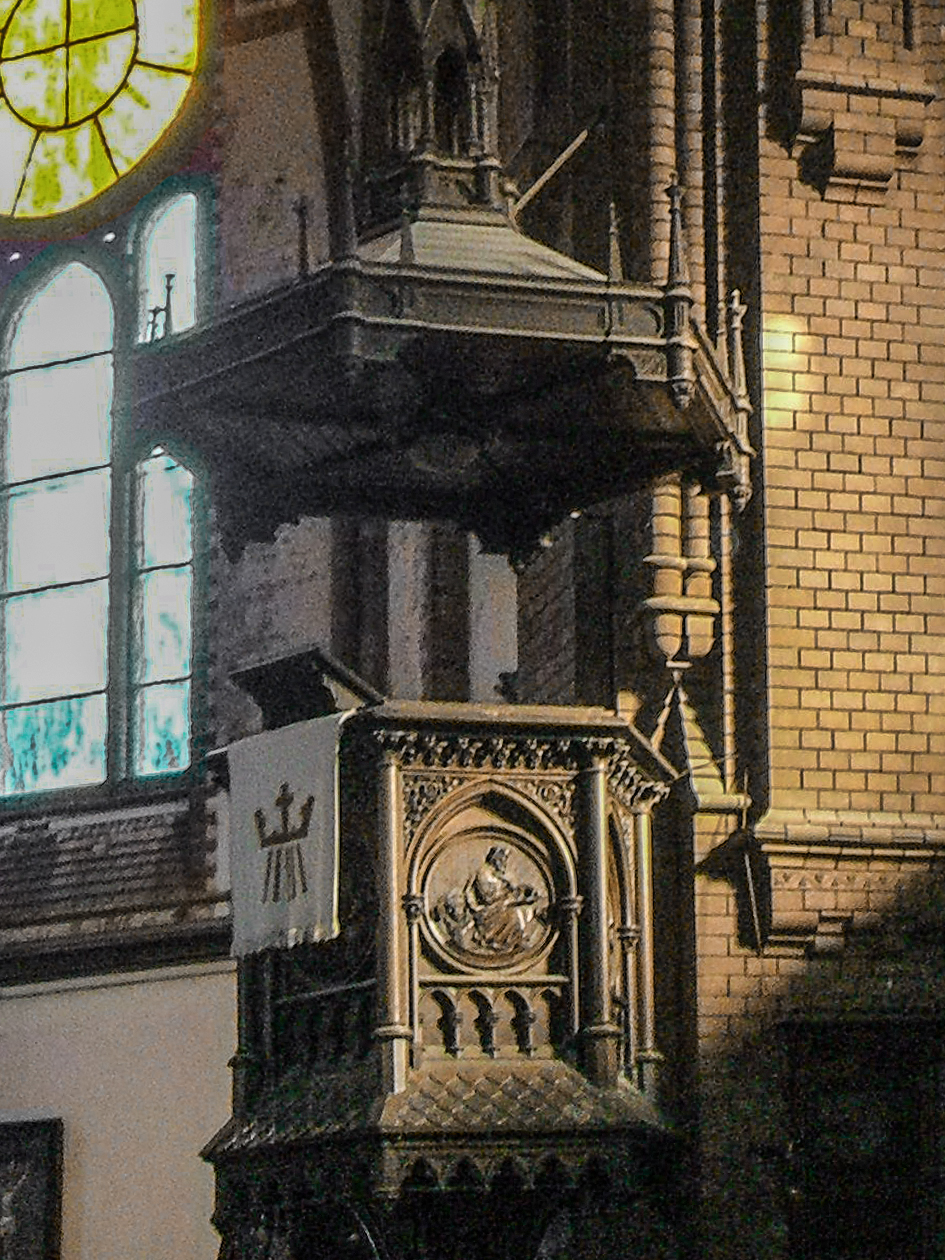
Kanzel, Lutherkirche Leipzig (2011)

Die Kanzel am rechten Chorbogen ist aus dunkel gebeiztem Eichenholz und wurde 1886 durch den Bildhauer Franz Schneider im neugotischen Stil angefertigt. Halt hat der Kanzelkorb durch Bündelpfeiler. In den Feldern der Kanzelbrüstung wurden Holzschnitt-Medaillons der vier Evangelisten mit den dazugehörigen Symbolen Stier, Löwe, Mensch und Adler dargestellt.

### Taufstein
Das sechseckige Taufbecken von 1886 ist aus Sandstein und Rochlitzer Porphyr. Es ist 95 cm hoch und hat einen Durchmesser von 67 cm.

### Altarbild
Das signierte Altarbild des niederländischen Historien- und Landschaftsmalers James Marshall (1889), eine verkleinerte Kopie des Abendmahls von Leonardo da Vinci, hängt seit 1973 auf der Stirnwand des Chores. Es ist 1,22 m hoch und 2,39 m breit.

### Kreutzbach-Orgel
Die Lutherkirche wurde 1886 auf der West-Empore mit einer Kreutzbach-Orgel ausgestattet, die 28 Register auf pneumatisch traktierten Schleifladen bekam. Ein Brand beschädigte die Orgel 1888, dennoch wurde sie unter Verlegung des Spieltisches wiederaufgebaut.
| I Manual |              |     |
| 1.       | Bordun       | 16′ |
| 2.       | Prinzipal    | 8′  |
| 3.       | Gambe        | 8′  |
| 4.       | Hohlflöte    | 8′  |
| 5.       | Rohrflöte    | 8′  |
| 6.       | Quintatön    | 8′  |
| 7.       | Oktave       | 4′  |
| 8.       | Rohrflöte    | 4′  |
| 9.       | Rauschquinte | II  |
| 10.      | Cornett      | IV  |
| 11.      | Mixtur       | IV  |

| II Manual |                        |     |
| 12.       | Lieblich Gedackt       | 16′ |
| 13.       | Prinzipal              | 8′  |
| 14.       | Gedackt                | 8′  |
| 15.       | Flauto amabile         | 8′  |
| 16.       | Salizional             | 8′  |
| 17.       | Aeoline                | 8′  |
| 18.       | Oktave                 | 4′  |
| 19.       | Flauto traverso        | 4′  |
| 20.       | (Progressio) Harmonica | III |

| Pedal |              |     |
| 21.   | Prinzipalbaß | 16′ |
| 22.   | Violonbaß    | 16′ |
| 23.   | Subbaß       | 16′ |
| 24.   | Oktavbaß     | 8′  |
| 25.   | Gedacktbaß   | 8′  |
| 26.   | Oktavbaß     | 4′  |
| 27.   | Posaune      | 16′ |

Die Firma Hermann Eule Orgelbau Bautzen nahm 1936 folgende Umdisponierung vor; 2000 wurde die Orgel restauriert.
| I Manual |            |       |
| 1.       | Bordun     | 16′   |
| 2.       | Prinzipal  | 8′    |
| 3.       | Rohrflöte  | 8′    |
| 4.       | Quintatön  | 8′    |
| 5.       | Oktave     | 4′    |
| 6.       | Holzflöte  | 4′    |
| 7.       | Quinte     | 2 ⁄3′ |
| 8.       | Oktave     | 2′    |
| 9.       | Blockflöte | 2′    |
| 10.      | Cornett    | II-IV |
| 11.      | Mixtur     | IV    |
| 12.      | Trompete   | 8′    |

| II Manual |               |     |
| 13.       | Quintadena    | 16′ |
| 14.       | Holzprinzipal | 8′  |
| 15.       | Gedackt       | 8′  |
| 16.       | Rohrflöte     | 4′  |
| 17.       | Spitzflöte    | 2′  |
| 18.       | Sifflöte      | 1′  |
| 19.       | Sesquialtar   | II  |
| 20.       | Zimbel        | II  |

| Pedal |              |     |
| 21.   | Prinzipalbaß | 16′ |
| 22.   | Subbaß       | 16′ |
| 23.   | Oktavbaß     | 8′  |
| 24.   | Gedacktbaß   | 8′  |
| 25.   | Oktavbaß     | 4′  |
| 26.   | Prinzipal    | 2′  |
| 27.   | Posaune      | 16′ |
| 28.   | Krummhorn    | 8′  |

### Reliefplatte
Zum 450. Geburtstag Luthers (1933) stiftete die Leipziger Kunstgewerbeschule eine rechteckige Reliefplatte aus Kunststein, die an der Stirnwand des Schiffes angebracht ist. Sie ist 1,90 m hoch und 90 cm breit. Die Platte trägt eine Inschrift.

### Glocke
Die Kirche ist mit einer bronzenen Kirchenglocke der Firma G. A. Jauck ausgestattet, die eine Inschrift aus dem Psalm 118 trägt.

## Äußeres

### Portal

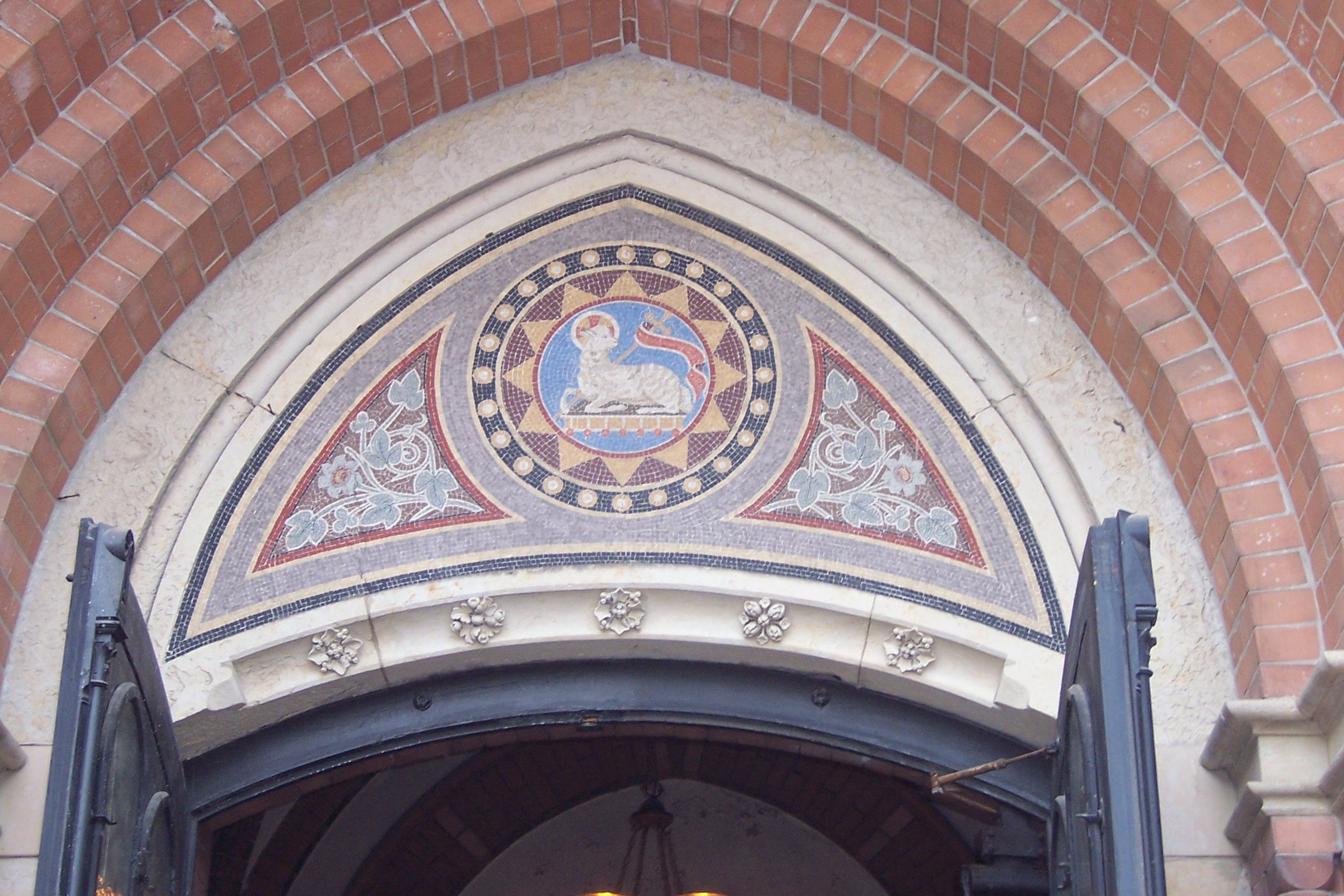
Tympanon, Lutherkirche Leipzig (2008)

Die Lutherkirche ist im Stile der Neugotik als gewölbter Verblendziegelbau mit kreuzförmigem Grundriss realisiert worden. Sie ist über ein Stufenportal betretbar und besitzt einen 65 m hohen Kirchturm auf der Nordseite. Im Tympanon unterhalb des Giebels mit Lutherrose befindet sich ein Mosaik der Firma Villeroy & Boch mit dem Gotteslamm samt Siegesfähnlein und Buch des Lebens. Auf zwei Konsolen sind die Apostelstatuen von Petrus und Paulus zu sehen, die im Original durch den Dresdner Bildhauer Hermann Christian Möller geschaffen wurden.

### Seyfferth-Grabmal
An der Rückseite des Gotteshauses befindet sich die Grabstätte der Familie Wilhelm Seyfferth von 1838. Seyfferth war Stifter des Johannaparks und benannte diesen nach seiner Tochter. Seine Gebeine wurden 1927 vom Alten Johannesfriedhof in die Kirche überführt. Die verwitterte Grabplatte trägt die Inschrift: DER FAMILIE SEYFFERTH MDCCCXXXVIII.

## Geistliche der Kirchgemeinde
Die Internetseite pfarrerbuch.de listet für die Kirche die 1. Stellen (Pfarrer), die 2. Stellen (Diakone) und die 3. Stellen (2. Diakone) auf.
1. Pfarrer
- 1890: Seydewitz, Otto Rudolf *Hans von
- 1901: Jeremias, Karl Gabriel *Alfred (zuvor dort seit 1890 Diakon[5])[6]
- 1934: Faber, Arthur Georg
- 1937: Lehmann, *Friedrich Lothar
- 1948: Lange, Karl Gottfried
- 1956: Kölling, Max *Kurt
- 1960: Schinz, Erich
- 1970: Schmidt, Kurt
- 1971: Peucker, Walahfried
- 1974: Hesse, Christa[7]

Weitere zugehörige Personen
- Gerhard Hilbert (1868–1936), ehemaliger Diakon
- Oskar Pank (1867–1941), ehemaliger Diakon[8][9]
- Bernhard Friedrich Richter (1850–1931), ehemaliger Organist und Kantor
- Johannes Weyrauch (1897–1977), ehemaliger Kantor